# Cryphia bryophiloides
Cryphia bryophiloides là một loài bướm đêm trong họ Noctuidae.